# Campylocentrum micranthum
Campylocentrum micranthum är en orkidéart som först beskrevs av John Lindley, och fick sitt nu gällande namn av Robert Allen Rolfe. Campylocentrum micranthum ingår i släktet Campylocentrum och familjen orkidéer. Inga underarter finns listade i Catalogue of Life.

## Bildgalleri

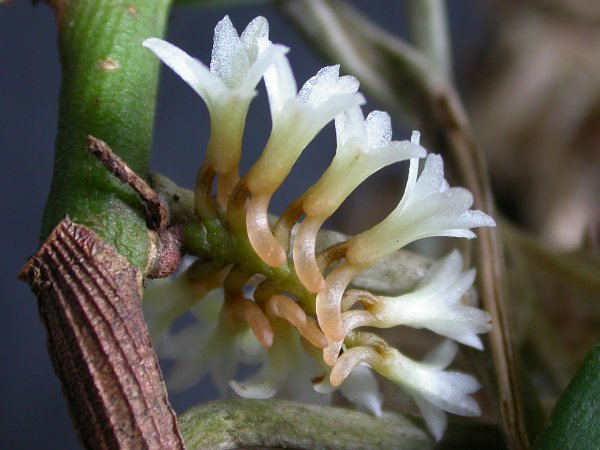
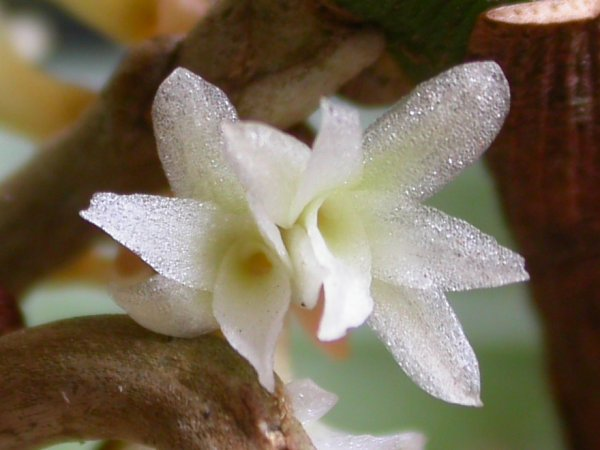
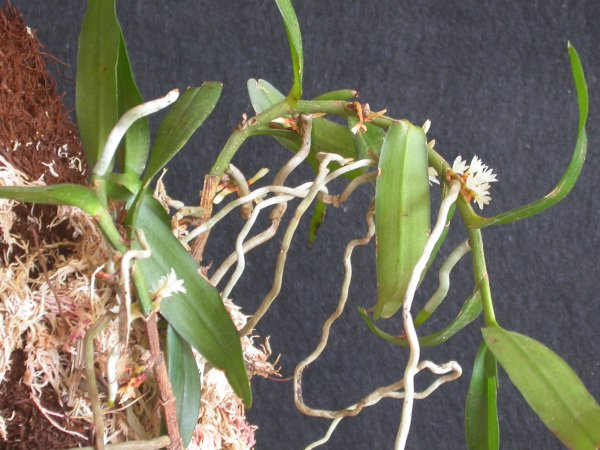
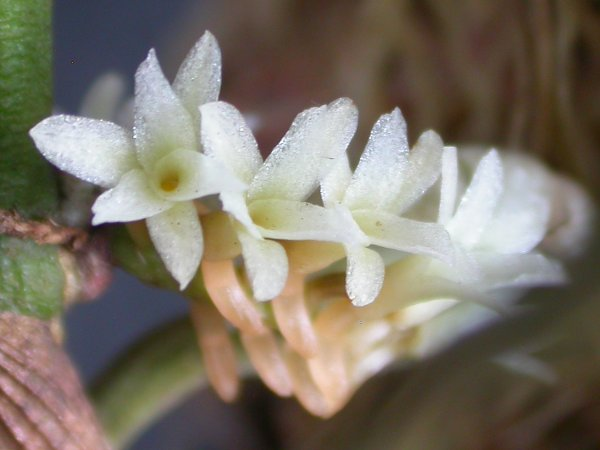
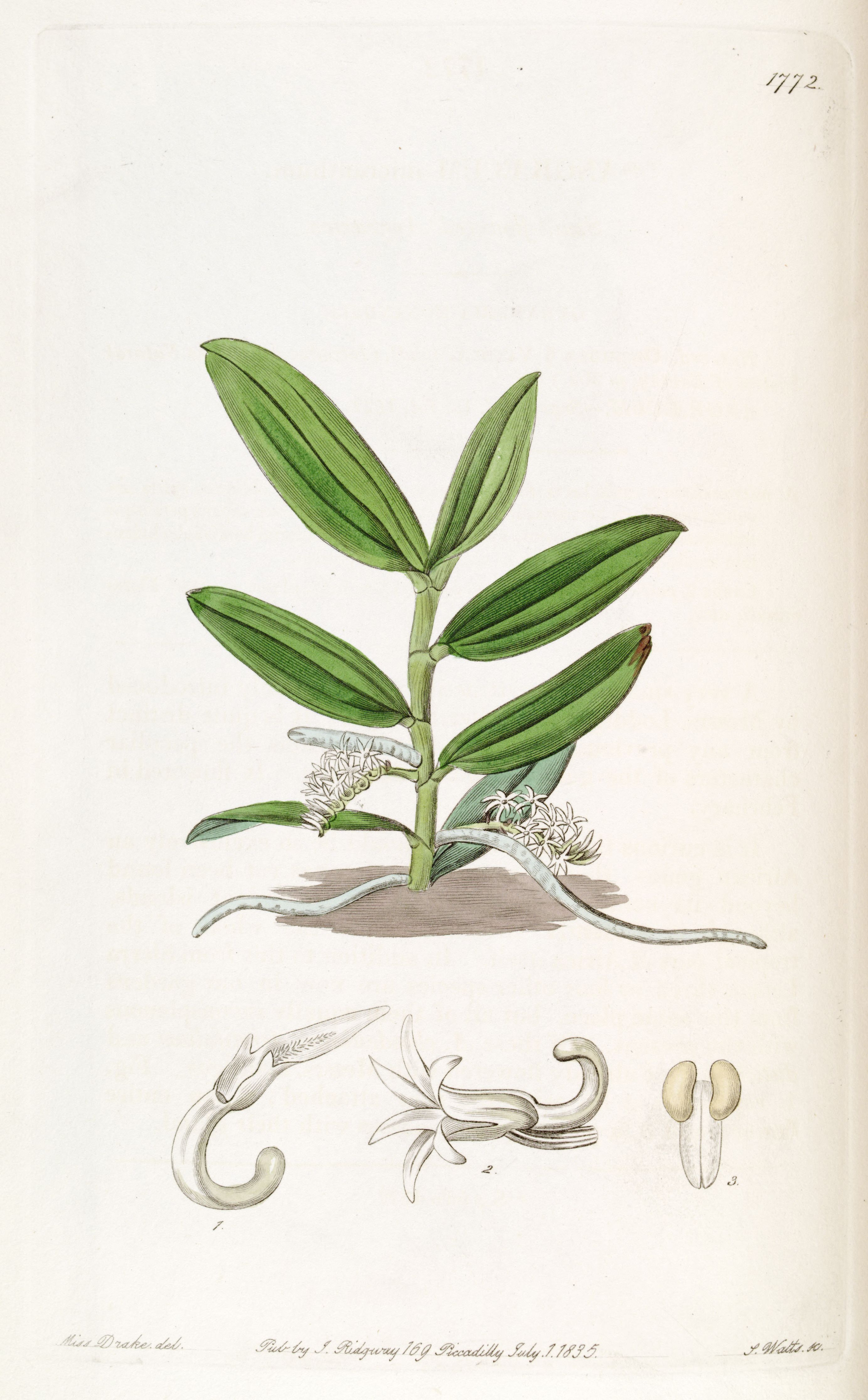
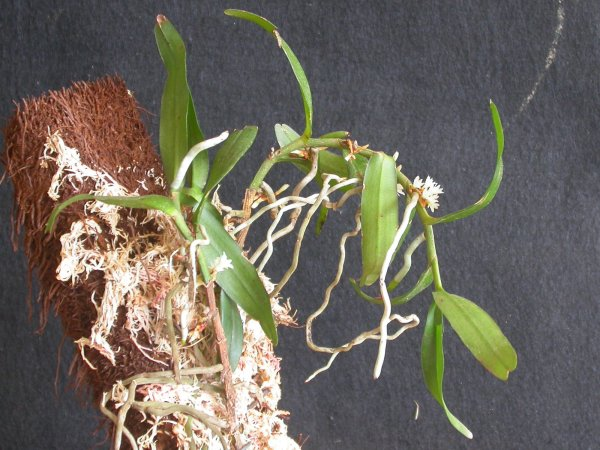